# 氟化铟
氟化铟，又称三氟化铟，是一种无机化合物，化学式 InF3。它是一种白色固体。
它是一种六方晶系的晶体，与三氟化铑相似。每个铟原子都是八面体型的。它可以由氧化铟与氟化氢气体或氢氟酸反应而成。
三氟化铟可以用来制作玻璃。它可以催化三甲基氰硅烷 (TMSCN) 和醛类加合，形成羟腈。